# Alchemilla inversa
Alchemilla inversa es una especie de planta del género Alchemilla, perteneciente a la familia Rosaceae.

## Taxonomía
Alchemilla inversa fue descrita por Serguéi Yuzepchuk en 1954.

## Distribución
Se encuentra en el territorio de Tuvá.